# Bulevar kralja Aleksandra

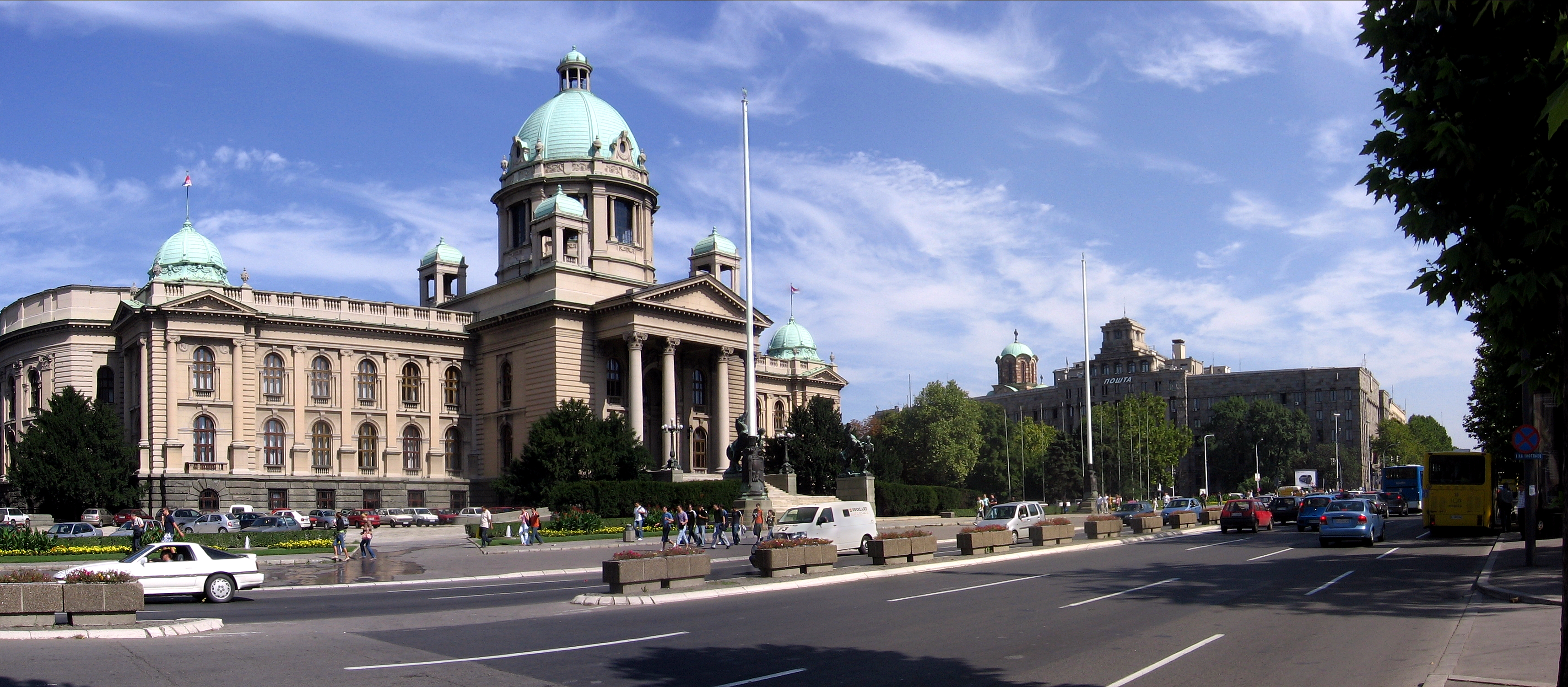
Le début du boulevard : le Parlement de Serbie et le siège de la Poste de Serbie (au fond)

Bulevar Kralja Aleksandra (en serbe cyrillique : Булевар краља Александра ; en français : boulevard du roi Alexandre), est un boulevard situé à Belgrade, la capitale de la Serbie. Avec ses 7,5 km de longueur, il constitue la plus longue artère entièrement située à l'intérieur de la capitale serbe. Du temps de la république fédérative socialiste de Yougoslavie, il était connu sous le nom de Bulevar Revolucije, « boulevard de la Révolution ». Il joue un rôle si important dans la vie des Belgradois qui l'appellent simplement Bulevar, le « Boulevard », en dépit des dix-neuf autres boulevards de la ville.

## Localisation
En raison de sa longueur, le Bulevar traverse quatre des huit municipalités urbaines de la partie ancienne de Belgrade, Stari grad, Palilula, Vračar et Zvezdara. Il trouve son origine place Nikola Pašić et, sur la plus grande partie de son trajet, s'oriente en direction du sud-est ; sur la fin de son trajet, il oblique dans le quartier de Mali Mokri Lug, avant de devenir le Smederevski put, la route qui relie Belgrade à la ville de Smederevo.

## Histoire
Au milieu du XVIIIe siècle, le trajet aujourd'hui emprunté par le boulevard était connu sous le nom de Carigradski drum, la route de Constantinople. Des habitants vinrent s'installer le long de cette route, qui devint progressivement une rue. D'abord connue sous le nom de Sokače kod zlatnog topa, « l'allée du canon d'or », elle fut plus tard baptisée Makova, la « rue de Marko », et, en 1834, elle prit le nom de Fišeklija, en raison des nombreux magasins qui vendaient de la poudre dans des fišeks, des sacs en papier en forme de cône. À la fin du XIXe siècle, elle prit son nom actuel de Kralja Aleksandra, en l'honneur du roi de Serbie Alexandre Ier (1876-1903), le dernier souverain de la dynastie des Obrenović. Malgré l'impopularité de ce roi, le nouveau souverain, Pierre Ier, qui appartenait à la dynastie des Karađorđević, rivale des Obrenović, se refusa à changer le nom de la rue. En revanche, après la Seconde Guerre mondiale, les communistes la rebaptisèrent Bulevar Oslobođenja, « boulevard de la Libération », puis Bulevar Revolucije, « boulevard de la Révolution ». À la fin des années 1990, le nom de Kralja Aleksancra fut de nouveau adopté.

## Boulevard

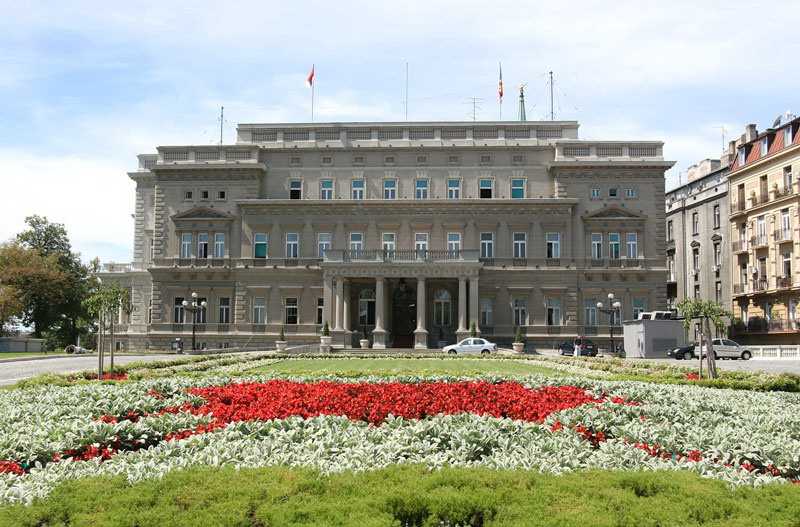
Le Stari dvor, siège de l'Assemblée de la ville de Belgrade, vu du Bulevar

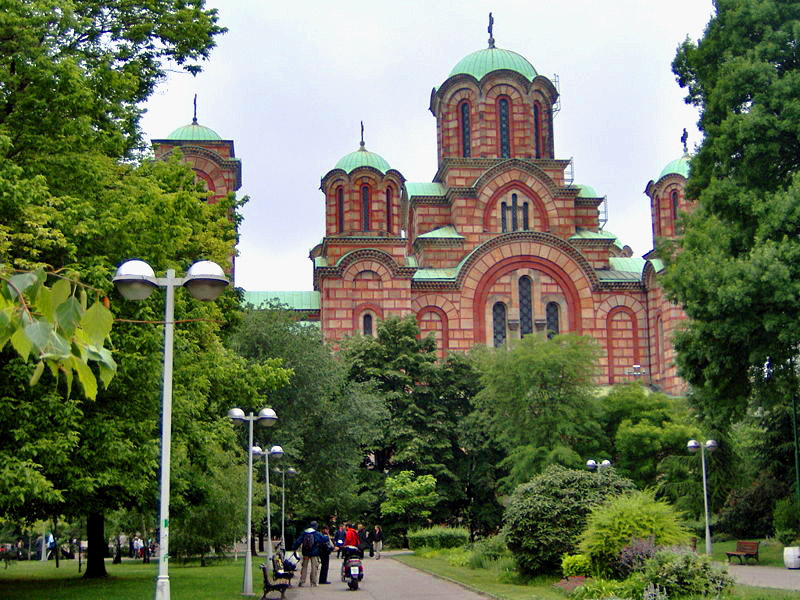
L'église Saint-Marc

La première section du Bulevar, de son origine jusqu'au carrefour des rues Takovska et Kneza Miloša, est située dans la municipalité de Stari grad. Le point de départ du Bulevar est la grande fontaine de la place Nikola Pašić. Le côté gauche de cette section est occupé par le bâtiment monumental de l'ancienne Assemblée de Serbie, tandis que, sur le côté droit, se trouve le Pionirski park, l'hôtel de ville de Belgrade et, derrière, la présidence de la république de Serbie (Andrićev venac).

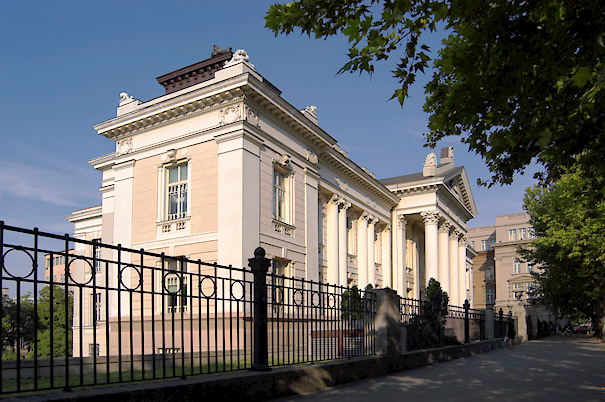
Bibliothèque universitaire Svetozar Marković

La deuxième partie du Bulevar s'étend jusqu'au carrefour de Vukov spomenik. Elle est partagée entre les municipalités de Palilula (côté gauche) et de Vračar (côté droit). Le côté gauche est occupé par le bâtiment principal de la Poste de Serbie, le terminal de JAT Airways, l'église Saint-Marc (monument historique), le parc de Tašmajdan, le célèbre restaurant Madera, la faculté de droit de l'université de Belgrade (œuvre de Petar Bajalović, monument historique), l'hôtel Metropol, la bibliothèque universitaire Svetozar Marković et les facultés techniques. Un immeuble résidentiel, situé au no 63, caractéristique de l'architecture académique du début du XXe siècle, a lui aussi été inscrit sur la liste des monuments historiques. De fait, toute cette section du Bulevar a le statut de complexe protégé du vieux Belgrade.
Le côté droit de cette deuxième section est principalement résidentiel et commercial, à l'exception de l'ambassade de la République tchèque. Un nouveau bâtiment commercial ultramoderne a été construit à l'angle de la rue Kneza Miloša, à l'emplacement d'une ancienne kafana nommée Tri lista duvana, « Les trois feuilles de tabac ». L'immeuble résidentiel situé au no 46 a été construit en 1930 par l'architecte Aleksandar Janković ; il est caractéristique du style moderniste. Gravement endommagé lors du bombardement nazi du 6 avril 1941, il a été reconstruit puis rénové dans les années 1950 ; il fait lui aussi partie du complexe protégé du vieux Belgrade.
Au carrefour et à la gare souterraine de Vukov spomenik commence la troisième section du Bulevar, située dans la municipalité de Zvezdara. Le boulevard traverse les quartiers de Đeram, Lipov Lad, Lion, Zvezdara, Cvetkova pijaca, Zeleno Brdo et Mali Mokri Lug. Cette partie de l'artère est essentiellement résidentielle et commerciale, avec quelques bâtiments ou sites intéressants, comme le bâtiment de l'Assemblée municipale de Zvezdara, le marché en plein air de Đeram, Cvetkova pijaca et Mali Mokri Lug, ou encore l'usine de vêtements Kluz. C'est une plaque tournante pour une douzaine de ligne d'autobus ou de tramways. On y trouve aussi la zone industrielle d'Ustanička, avec des usines comme Nikola Tesla (électricité), Utenzilija, Livnica (fonderie), ainsi que les presses du journal Glas javnosti etc.

## Caractéristiques
Le Bulevar est un des plus importants axes de circulation de Belgrade. Sur la plus grande partie de son trajet, on y trouve des voies pour la circulation des tramways.
Dans les années 1990, avec la détérioration économique due notamment aux sanctions contre la Serbie, les trottoirs du Bulevar devinrent un lieu de rassemblement pour des marchands qui y proposaient des biens impossibles à trouver dans les magasins officiels. On y trouvait notamment des cigarettes, des jeans, du matériel de cuisine, des fleurs, etc. Ce type d'activités s'étendit également au quartier de Zeleni venac. Le Bulevar et Zeleni venac devinrent un lieu privilégié pour le marché noir. Après 2000, ce type de commerce y a pratiquement disparu[réf. nécessaire].
Un film serbe populaire, Bulevar Revolucije a été tourné en 1992, mettant en scène le boulevard. Dirigé par Vladimir Blaževski, il était joué par Bojana Maljević et Branislav Lečić.

## Rénovation
La première phase d'une grande rénovation du Bulevar a commencé en août 2006. Les premiers 1,5 km ont été achevés. La deuxième phase des travaux, prévoyant la construction du métro léger de Belgrade, doit commencer en 2008.